# Château de Wardour
Le château de Wardour est un château en ruine du XIVe siècle à Wardour, aux limites des paroisses civiles de Tisbury et Donhead St Andrew dans le comté anglais de Wiltshire, à environ 15 milles (24 km) à l'ouest de Salisbury. Le château est construit dans les années 1390, et devient la propriété des Arundell au XVIe siècle. Il est rendu inhabitable en 1643 et 1644 pendant la guerre civile anglaise. Il est classé bâtiment de grade I, géré par English Heritage et ouvert au public.

## Histoire

### Construction
Dans les années 1300, le terrain sur lequel le château est construit appartenait à la famille St Martin jusqu'à la mort de Sir Lawrence de St Martin en 1385. Plus tard cette année-là, le terrain est acquis par John, le cinquième baron Lovell.
En 1392 ou 1393, le baron Lovell obtient du roi Richard II l'autorisation de construire un château sur le site. Il est construit par le maître maçon William Wynford en utilisant du sable vert de Tisbury extrait localement,,. La conception est inspirée par les châteaux hexagonaux (à 6 côtés) alors à la mode dans certaines parties du continent, en particulier en France (avec des similitudes notées avec le château de Concressault) mais sa propre conception est unique en Grande-Bretagne. L'inclusion de plusieurs suites indépendantes est également unique en Grande-Bretagne à cette époque.

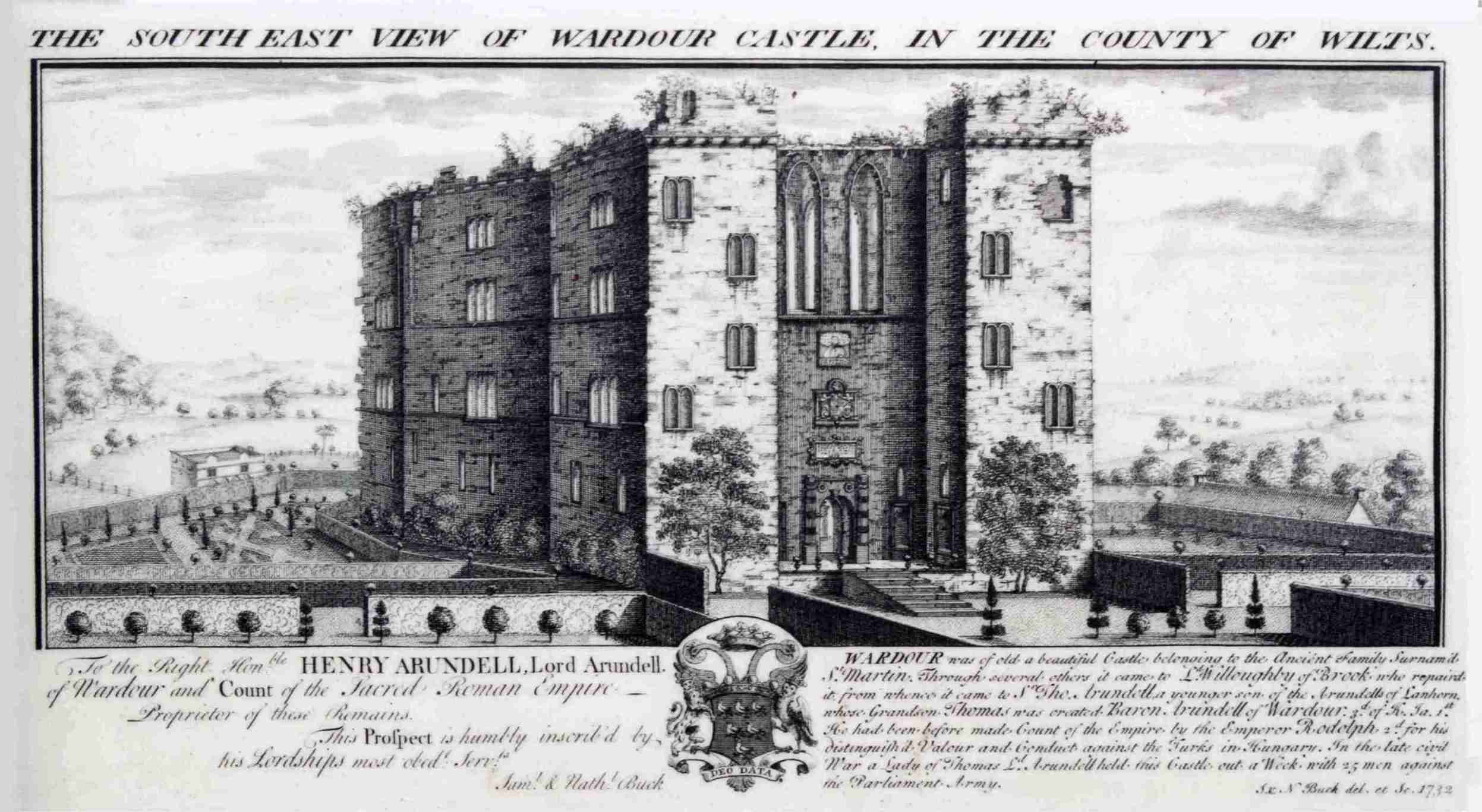
1732 gravure du château

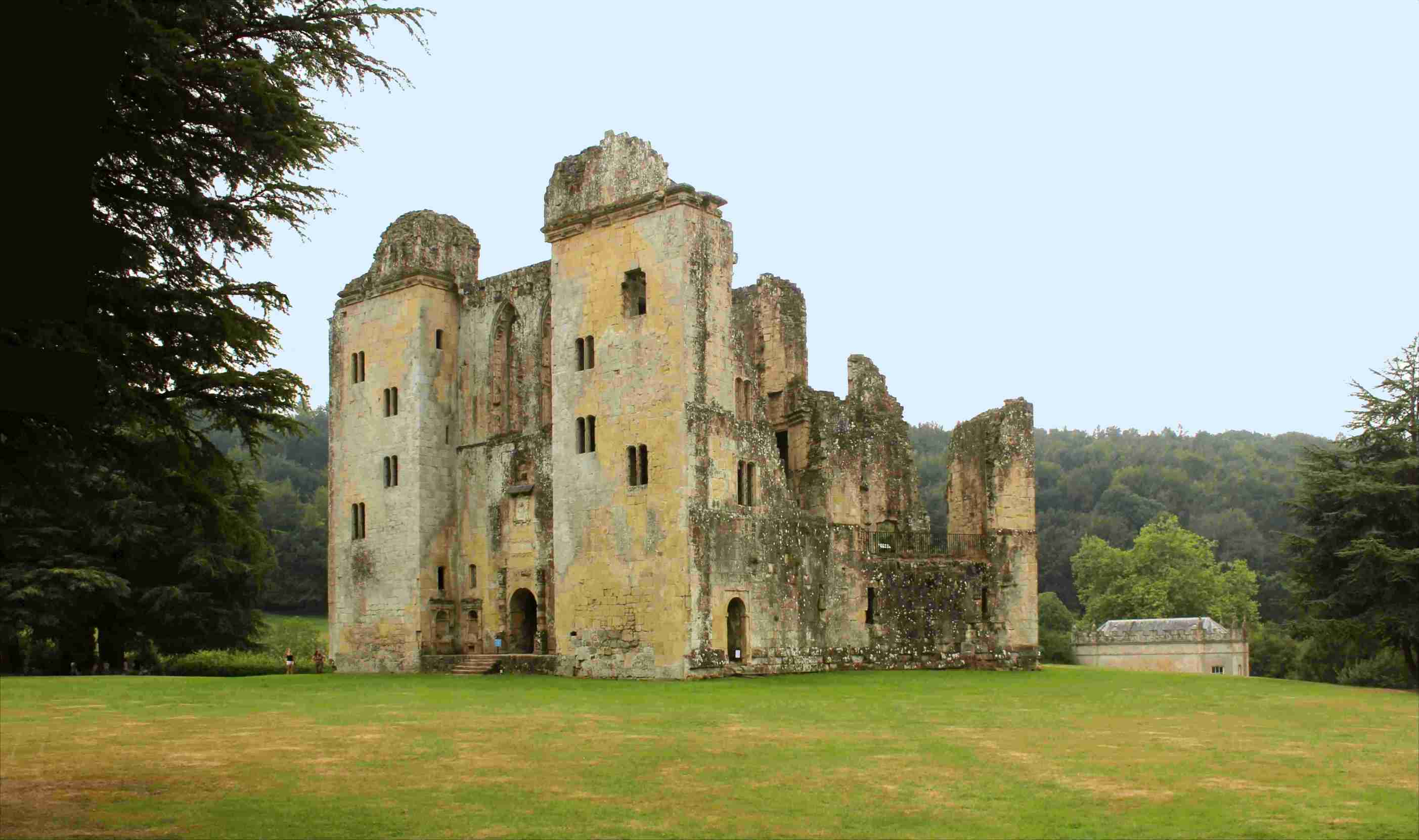
Château de Wardour aujourd'hui depuis le nord, montrant l'entrée principale et la petite salle de banquet à droite du bâtiment principal

### Arundells
Après la chute de la famille Lovell à la suite de leur soutien à la cause lancastrienne pendant la Guerre des Deux-Roses, le château est confisqué en 1461 et passe par plusieurs propriétaires jusqu'à ce qu'il soit racheté par Sir Thomas Arundell de Lanherne en 1544. Les Arundell sont une ancienne et importante famille de Cornouailles, dont les principales branches sont installées dans les manoirs de Lanherne, Trerice, Tolverne et Menadarva en Cornouailles. La famille possède plusieurs domaines dans le Wiltshire.
Le château est confisqué lorsque Sir Thomas - un fervent catholique romain - est exécuté pour trahison en 1552, mais en 1570, il est racheté par son fils, Matthew Arundell, plus tard shérif et Custos Rotulorum de Dorset. Arundell modifie considérablement le château, avec des fenêtres agrandies et des portes et niches classiques ajoutées. Les travaux auraient probablement été achevés vers 1578 (puisque c'est l'année inscrite au-dessus de l'entrée).

### Guerre civile
Les Arundell, dirigés par Thomas Arundell (1er baron Arundell de Wardour), deviennent par la suite connus comme certains des propriétaires fonciers catholiques romains les plus actifs d'Angleterre à l'époque de la Réforme. Ils sont naturellement royalistes dans la guerre civile anglaise. Au cours de ce conflit, Thomas Arundell, 2e baron Arundell de Wardour, est absent de chez lui pour les affaires du roi et charge sa femme, Blanche Arundell, âgée de 61 ans, de défendre le château avec une garnison de 25 combattants entraînés.
Le 2 mai 1643, Sir Edward Hungerford, avec 1 300 hommes de l'armée parlementaire, demande à entrer, à la recherche de royalistes. Il met le siège devant les murs avec des fusils et des mines. Au bout de cinq jours, le château est menacé de destruction complète. Lady Arundell accepte une reddition et le château est placé sous le commandement du colonel Edmond Ludlow.
Lord Arundell meurt de ses blessures après la bataille de Stratton ce même mois, Henry III Lord Arundell, le fils de Thomas et Blanche, amène une force royaliste pour récupérer le château. En novembre 1643, il bloque Wardour et, après avoir miné les murs en fait sauter une grande partie, obligeant la garnison parlementaire à se rendre en mars 1644.

### Remplacement par le nouveau château de Wardour
La famille récupère lentement le pouvoir grâce au Commonwealth anglais et à la Glorieuse Révolution, jusqu'à ce que le huitième baron, Henry Arundell, emprunte des fonds suffisants pour financer la reconstruction, par l'éminent palladien James Paine, qui construit le nouveau château de Wardour à une certaine distance au nord-ouest, laissant le vieux château de Wardour comme élément ornemental.
D'un point de vue stylistique, le "Château Neuf" n'est pas du tout un château, mais une bastide néoclassique symétrique avec un corps de logis articulé autour d'un hall d'escalier central et de deux ailes flanquantes. Paine intègre les ruines de l'ancien château dans le parc environnant, l'intention d'être considéré comme une ruine romantique.

## Caractéristiques du Vieux Wardour

### Porte d'entrée et entrée

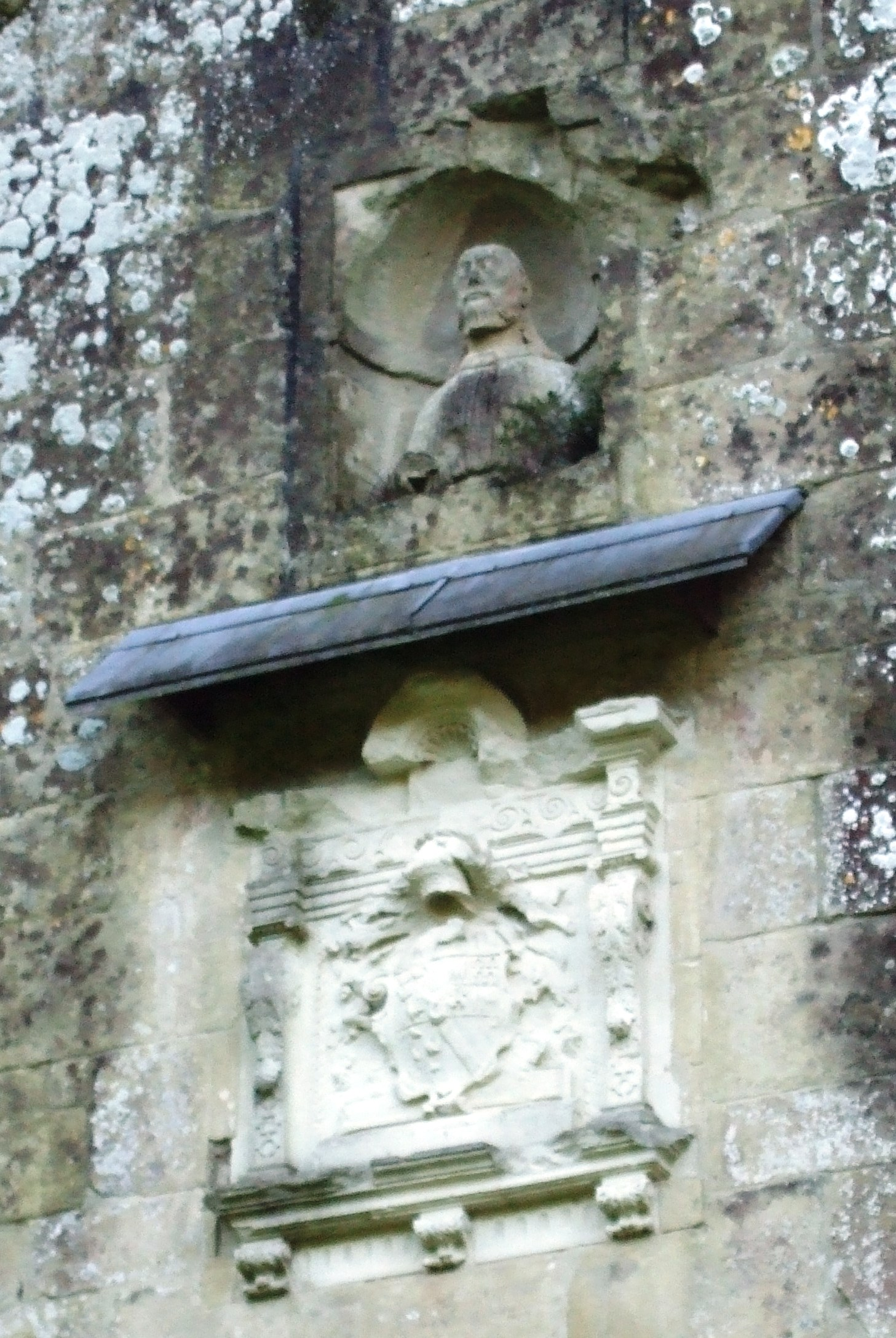
Armoiries et tête du Christ au-dessus de l'entrée principale

Le niveau du sol du château est remanié vers le XVIIIe siècle.
Au Moyen Âge, le terrain s'inclinait plus fortement qu'aujourd'hui, si bien que l'édifice s'élevait au sommet d'une petite crête de terre. Comme d'habitude dans les châteaux médiévaux, l'approche de la porte principale est protégée par un fossé profond traversé par un pont-levis, avec une herse à l'intérieur de la porte.
Entre les tours au niveau des remparts se trouvent les vestiges d'une galerie en saillie ou barbacane qui aurait servi à défendre l'entrée principale.
Au-dessus du portail au-dessus de l'entrée principale se trouvent les armoiries d'Arundell et une description de la possession de Wardour par les Arundell, érigée par Sir Matthew Arundell en 1578 pour célébrer sa récupération de la propriété après que la famille l'ait perdue lorsque Sir Thomas Arundell est exécuté en 1552. Au-dessus des armoiries se trouve la tête du Christ dans une niche avec l'inscription : Sub nomine tuo stet genus et domus.

### Cour centrale
Dans les années 1570, la plupart des fenêtres et portes médiévales d'origine auraient été remplacées. Au centre de cette cour intérieure, se trouve un puits. Les preuves recueillies auprès d'autres châteaux de la même époque suggèrent qu'il y aurait eu un toit élaboré et impressionnant au-dessus du puits, sculpté et peint avec les emblèmes des Lovell et des Arundell.
En 1644, lorsque le côté sud-ouest du château est dynamité pendant la guerre civile, la cour passe d'un lieu sombre et claustrophobe à un sanctuaire clair et spacieux. Elle a la forme d'un hexagone, entouré de quatre ou cinq étages.

### Grand hall
En haut de l'escalier partant de la cour, tout visiteur médiéval se serait trouvé dans un passage qui, à gauche, débouche dans la grande salle derrière un paravent en bois aux ouvertures cintrées. Cette pièce est le cœur formel du château, où toute la maison se réunit pour les fêtes et les occasions spéciales. Les murs sont recouverts de riches étoffes qui cachent les machines qui contrôlent les deux herses.
Dans les années 1570, Matthew Arundell rénove la Grande Salle. Une nouvelle galerie des musiciens est construite au-dessus du paravent en bois. La cheminée est remodelée et de nouveaux panneaux de bois sont posés à la place des tentures murales et des bannières. La porte menant du grand hall au hall est également repensée. Les hautes fenêtres et l'ancien toit en bois ont été conservés, et on pense que c'était pour préserver certains éléments du château de Lord Lovell.

### Autres pièces
Le hall est une pièce étroite qui est utilisée pour recevoir les invités avec des friandises après le repas pendant que les tables sont débarrassées dans la Grande Salle pour créer un espace pour danser. Ces espaces sont des caractéristiques fréquentes des maisons médiévales.
Dans les années 1570, Matthew Arundell fait équiper la pièce de nouvelles cheminées et modifie en même temps les escaliers de la tour nord pour donner une approche plus privée aux pièces supérieures.
Aujourd'hui, il reste très peu de choses des chambres hautes, qui ont autrefois été la partie la plus accueillante du château. Comme la grande salle, il s'agit de pièces hautes avec des toits en bois complexes. Chaque chambre aurait eu deux hautes fenêtres donnant sur le paysage et une troisième donnant sur la cour.
En 1605, les chambres supérieures sont converties en galerie, une longue pièce avec de nombreuses fenêtres, comme cela est fréquent dans les étages supérieurs des maisons élisabéthaines.

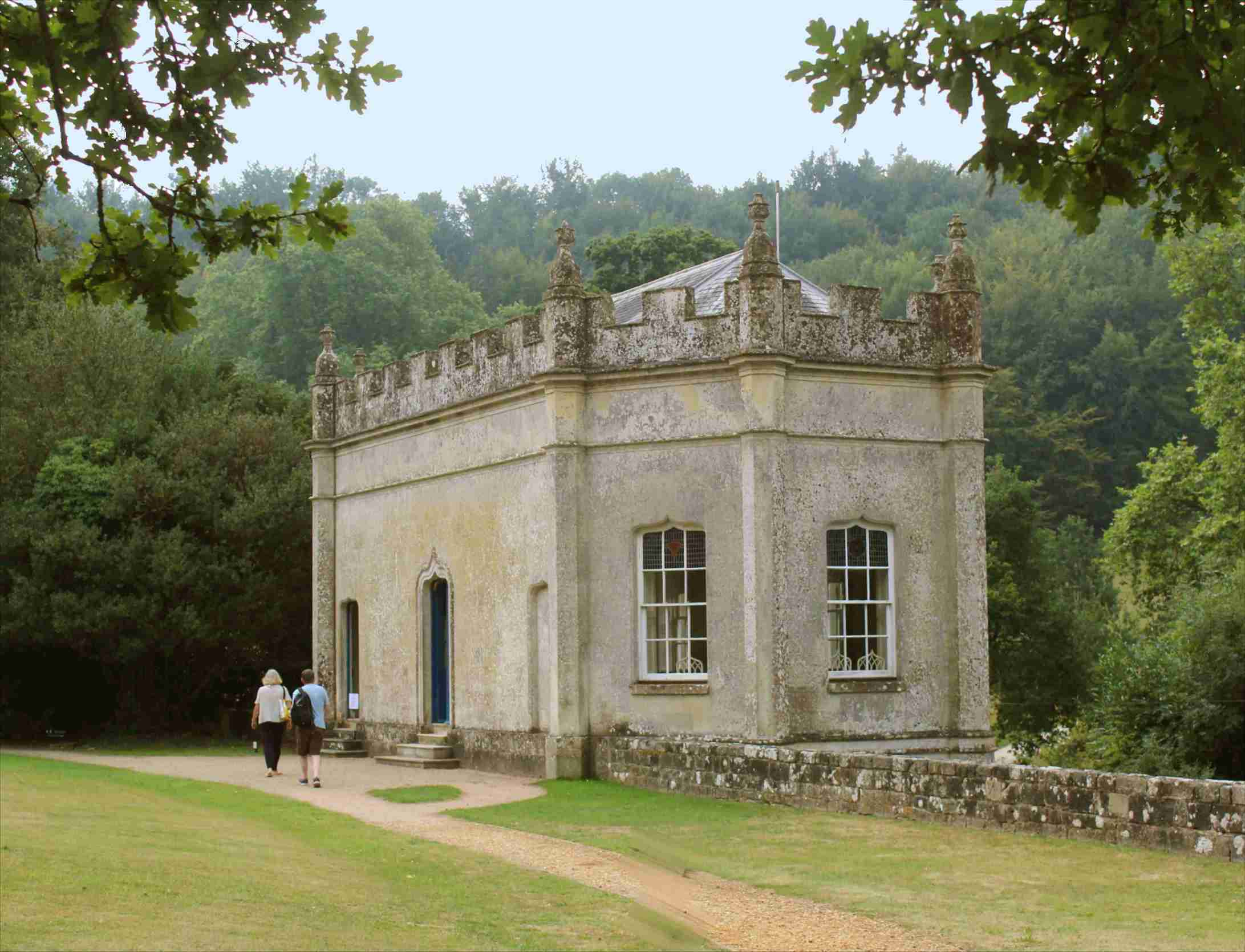
Banqueting House du bâtiment principal

La Maison des Banquets est construite entre 1773 et 1774 pour recevoir les visiteurs.

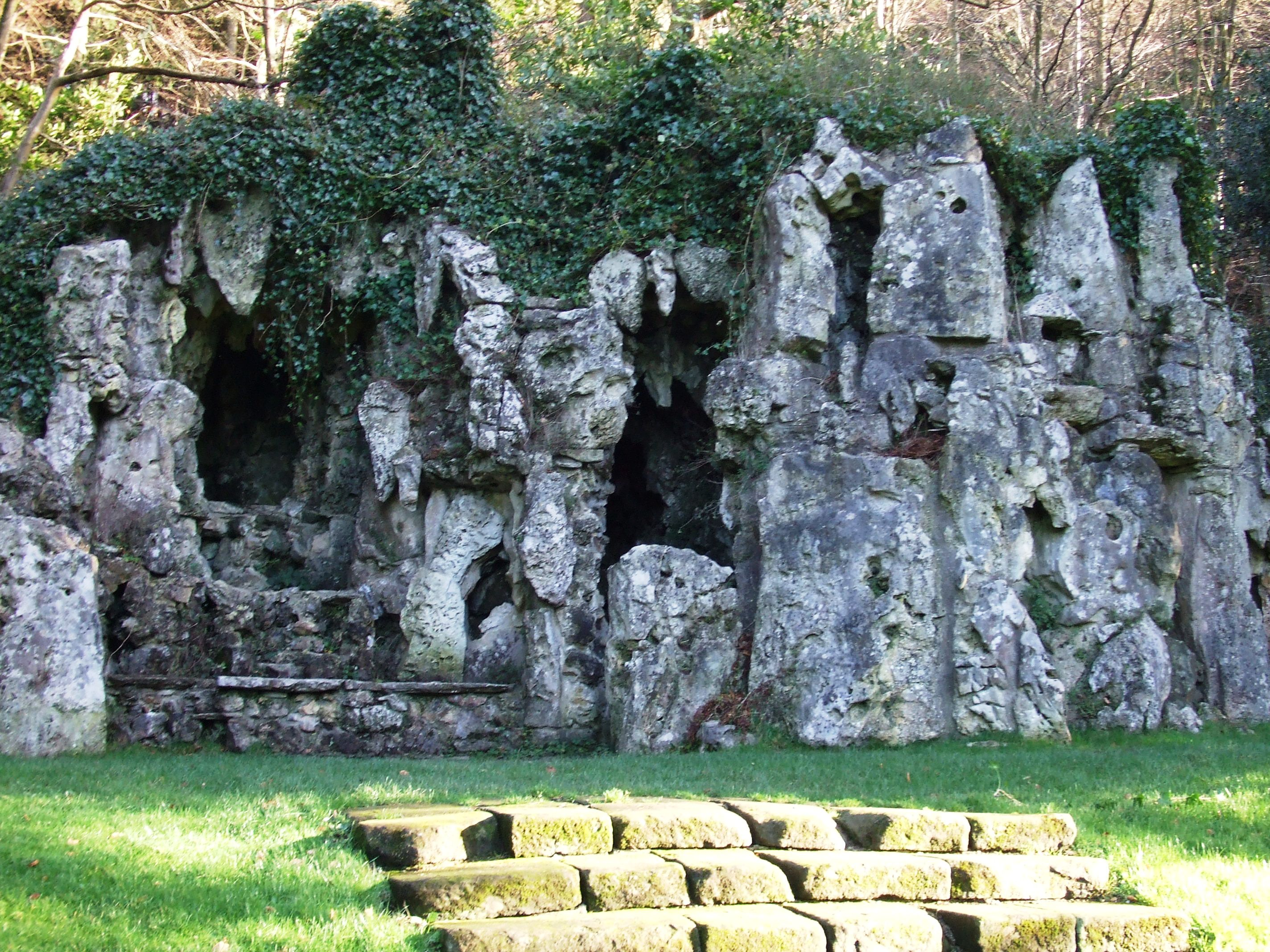
La grotte

La grotte est construite en 1792 par Josiah Lane de Tisbury en utilisant des pierres provenant des ruines du château. En plus de la grotte, un petit cercle de pierres comprend trois pierres dressées, retirées du cercle de pierres maintenant disparu à Tisbury est créé à proximité.

## Tournages
Les châteaux, anciens et nouveaux, sont présentés dans plusieurs films.
Le vieux château, notamment la grotte du côté nord de son terrain, est apparu dans le long métrage de 1991 de Kevin Costner Robin Hood: Prince of Thieves.
Le New Castle a servi d'école de danse à Billy Elliot.
La couverture de l'album Ten Summoner's Tales de Sting a été photographiée à l'intérieur du vieux château de Wardour.